# Doświadczenie losowe
W teorii prawdopodobieństwa, doświadczeniem losowym nazywa się procedurę, którą można wielokrotnie powtarzać i która ma określony zbiór wyników zwany przestrzenią zdarzeń elementarnych. O doświadczeniu mówimy, że jest losowe, jeżeli ma więcej niż jeden możliwy wynik; gdy doświadczenie ma tylko jeden wynik, to mówimy, że jest deterministyczne. Doświadczenie losowe, które ma dokładnie dwa różne możliwe wyniki nazywa się próbą Bernouliego.